# Chalinargues
Chalinargues (Okzitanisch: Chinargues) ist eine französische Gemeinde mit 311 Einwohnern (Stand: 1. Januar 2022) im Département Cantal in der Region Auvergne-Rhône-Alpes. Sie gehört zum Arrondissement Saint-Flour und ist Mitglied im Gemeindeverband Communauté de communes Hautes Terres. Die Bewohner werden Chalinarguais und Chalinarguaises genannt.
Die Erlasse des Präfekten vom 21. September 2016 und vom 21. Oktober 2016 legten mit Wirkung zum 1. Dezember 2016 die Eingliederung von Chalinargues als Commune déléguée zusammen mit den früheren Gemeinden Celles, Neussargues-Moissac, Chavagnac und Sainte-Anastasie zur Commune nouvelle Neussargues en Pinatelle fest. Das Datum der Gemeindegründung wurde nachträglich vom 1. Januar 2017 auf den 1. Dezember 2016 vorverlegt.
Der Erlass des Präfekten vom 16. Juli 2024 legte mit Wirkung zum 1. Januar 2025 die Herauslösung von Chalinargues aus der Commune nouvelle Neussargues en Pinatelle fest. Chalinargues wurde wieder eine selbstständige Gemeinde. Damit wurde faktisch auch die Entlassung von Neussargues-Moissac in die Selbstständigkeit und die Auflösung der Commune Nouvelle beschlossen. Bereits am 19. Juni sprach sich die Mehrheit des Gemeinderats für eine Auflösung der Commune Nouvelle aus.

## Geografie
Chalinargues liegt rund 47 Kilometer ostnordöstlich von Aurillac und etwa 14 Kilometer nordwestlich von Saint-Flour in der Région naturelle des Cézallier. Das Gemeindegebiet befindet sich am Südrand des Regionalen Naturparks Volcans d’Auvergne. Die Gemeinde wird von der Allanche und vom Ruisseau de la Gane, vom Ruisseau de Fraissinet und verschiedenen kleineren Bächen entwässert. Das Zentrum liegt auf etwa 1070 m Höhe.
Von der Gemeindefläche sind 1500 Hektar hochwertiges Ackerland, 700 Hektar Wiesen und Weiden, teilweise sumpfig, 500 Hektar Wald, hauptsächlich Kiefern- und Tannenarten und 50 Hektar Heide- und Wildweideland.
Umgeben wird Chalinargues von den Nachbargemeinden Allanche im Norden, Sainte-Anastasie im Osten, Neussargues-Moissac im Südosten, Celles im Süden, Virargues im Südwesten, Chavagnac im Westen sowie Vernols im Nordwesten.

## Bevölkerungsentwicklung
| Chalinargues: Einwohnerzahlen von 1793 bis 2020                                                                            | Chalinargues: Einwohnerzahlen von 1793 bis 2020 | Chalinargues: Einwohnerzahlen von 1793 bis 2020 | Chalinargues: Einwohnerzahlen von 1793 bis 2020 | Chalinargues: Einwohnerzahlen von 1793 bis 2020 |
| --- | ----------------------------------------------- | ----------------------------------------------- | ----------------------------------------------- | ----------------------------------------------- |
| Jahr |                                                 |                                                 |                                                 | Einwohner                                       |
| 1793 | 1793                                            |                                                 | 1.749                                           | 1.749                                           |
| 1800 | 1800                                            |                                                 | 1.438                                           | 1.438                                           |
| 1806 | 1806                                            |                                                 | 1.452                                           | 1.452                                           |
| 1821 | 1821                                            |                                                 | 1.460                                           | 1.460                                           |
| 1831 | 1831                                            |                                                 | 1.499                                           | 1.499                                           |
| 1836 | 1836                                            |                                                 | 1.514                                           | 1.514                                           |
| 1841 | 1841                                            |                                                 | 1.415                                           | 1.415                                           |
| 1846 | 1846                                            |                                                 | 1.431                                           | 1.431                                           |
| 1851 | 1851                                            |                                                 | 1.313                                           | 1.313                                           |
| 1856 | 1856                                            |                                                 | 1.311                                           | 1.311                                           |
| 1861 | 1861                                            |                                                 | 1.244                                           | 1.244                                           |
| 1866 | 1866                                            |                                                 | 1.208                                           | 1.208                                           |
| 1872 | 1872                                            |                                                 | 1.226                                           | 1.226                                           |
| 1876 | 1876                                            |                                                 | 1.206                                           | 1.206                                           |
| 1881 | 1881                                            |                                                 | 1.217                                           | 1.217                                           |
| 1886 | 1886                                            |                                                 | 1.313                                           | 1.313                                           |
| 1891 | 1891                                            |                                                 | 1.268                                           | 1.268                                           |
| 1896 | 1896                                            |                                                 | 1.233                                           | 1.233                                           |
| 1901 | 1901                                            |                                                 | 1.261                                           | 1.261                                           |
| 1906 | 1906                                            |                                                 | 1.132                                           | 1.132                                           |
| 1911 | 1911                                            |                                                 | 1.241                                           | 1.241                                           |
| 1921 | 1921                                            |                                                 | 1.010                                           | 1.010                                           |
| 1926 | 1926                                            |                                                 | 950                                             | 950                                             |
| 1931 | 1931                                            |                                                 | 980                                             | 980                                             |
| 1936 | 1936                                            |                                                 | 931                                             | 931                                             |
| 1946 | 1946                                            |                                                 | 876                                             | 876                                             |
| 1954 | 1954                                            |                                                 | 731                                             | 731                                             |
| 1962 | 1962                                            |                                                 | 719                                             | 719                                             |
| 1968 | 1968                                            |                                                 | 635                                             | 635                                             |
| 1975 | 1975                                            |                                                 | 527                                             | 527                                             |
| 1982 | 1982                                            |                                                 | 440                                             | 440                                             |
| 1990 | 1990                                            |                                                 | 442                                             | 442                                             |
| 1999 | 1999                                            |                                                 | 433                                             | 433                                             |
| 2006 | 2006                                            |                                                 | 435                                             | 435                                             |
| 2013 | 2013                                            |                                                 | 427                                             | 427                                             |
| 2020 | 2020                                            |                                                 | 342                                             | 342                                             |
| Quelle(n): EHESS/Cassini bis 1999, INSEE ab 2006 Anmerkung(en): Ab 1962 offizielle Zahlen ohne Einwohner mit Zweitwohnsitz |                                                 |                                                 |                                                 |                                                 |

## Sehenswürdigkeiten
- Kirche Saint-Barthélemy aus dem 12. bis 15. Jahrhundert, seit 1925 als Monument historique eingeschrieben
- Croix de Mons, Monumentalkreuz aus dem 15. Jahrhundert aus Granit im Weiler Mons-de-Ferrand, seit 1922 als Monument historique klassifiziert

Quelle:

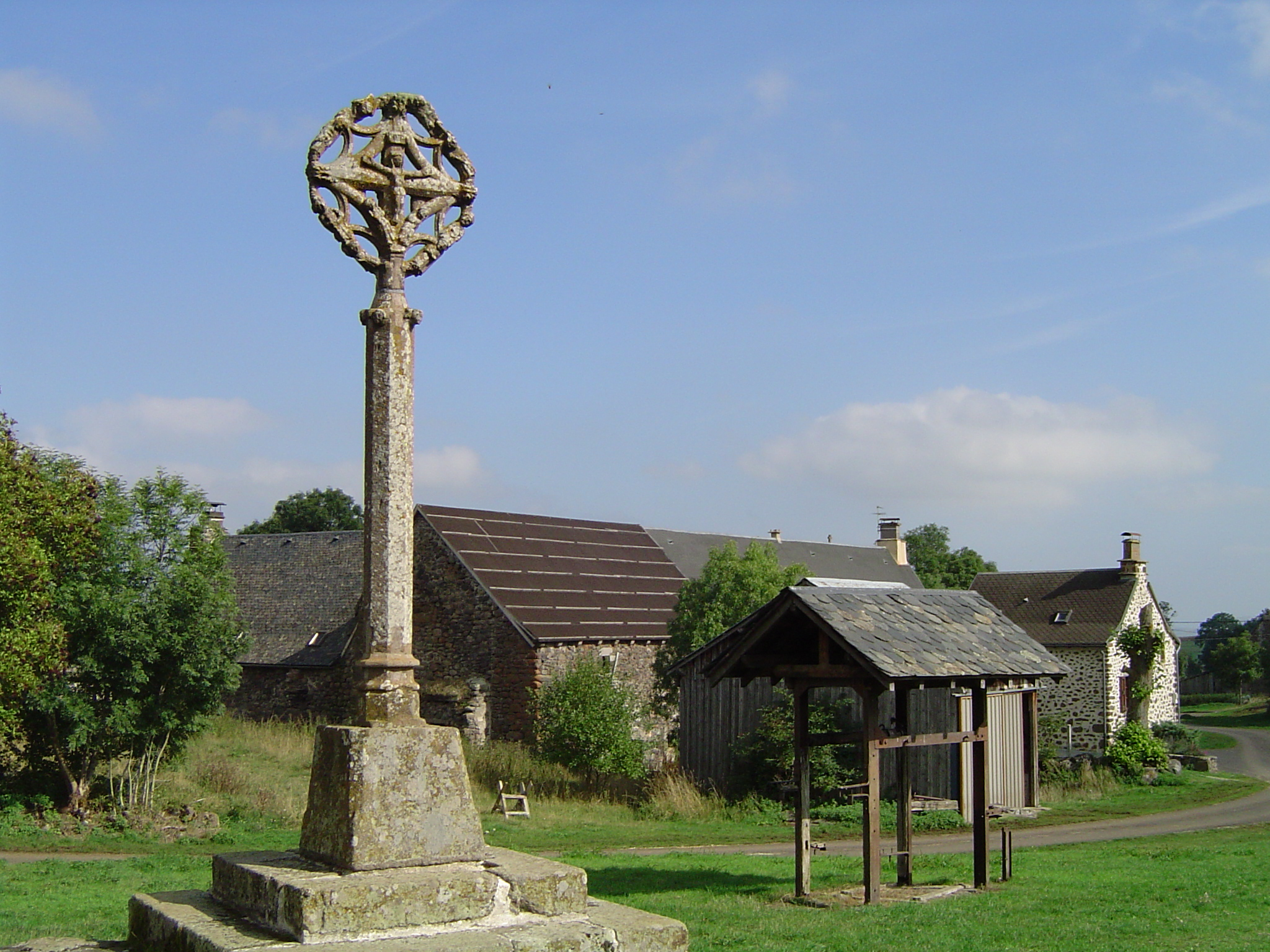
Croix de Mons
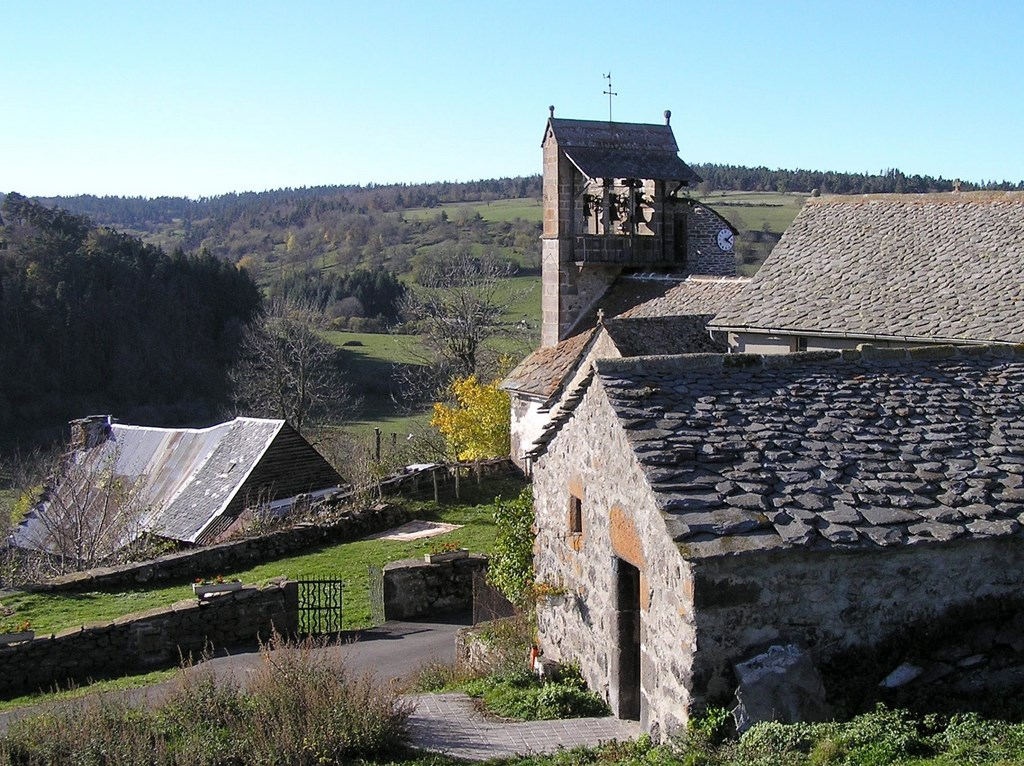
Kirche Sainte-Madeleine im Weiler Mouret
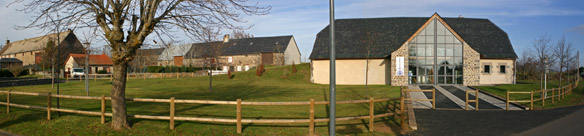
La Maison de la Pinatelle
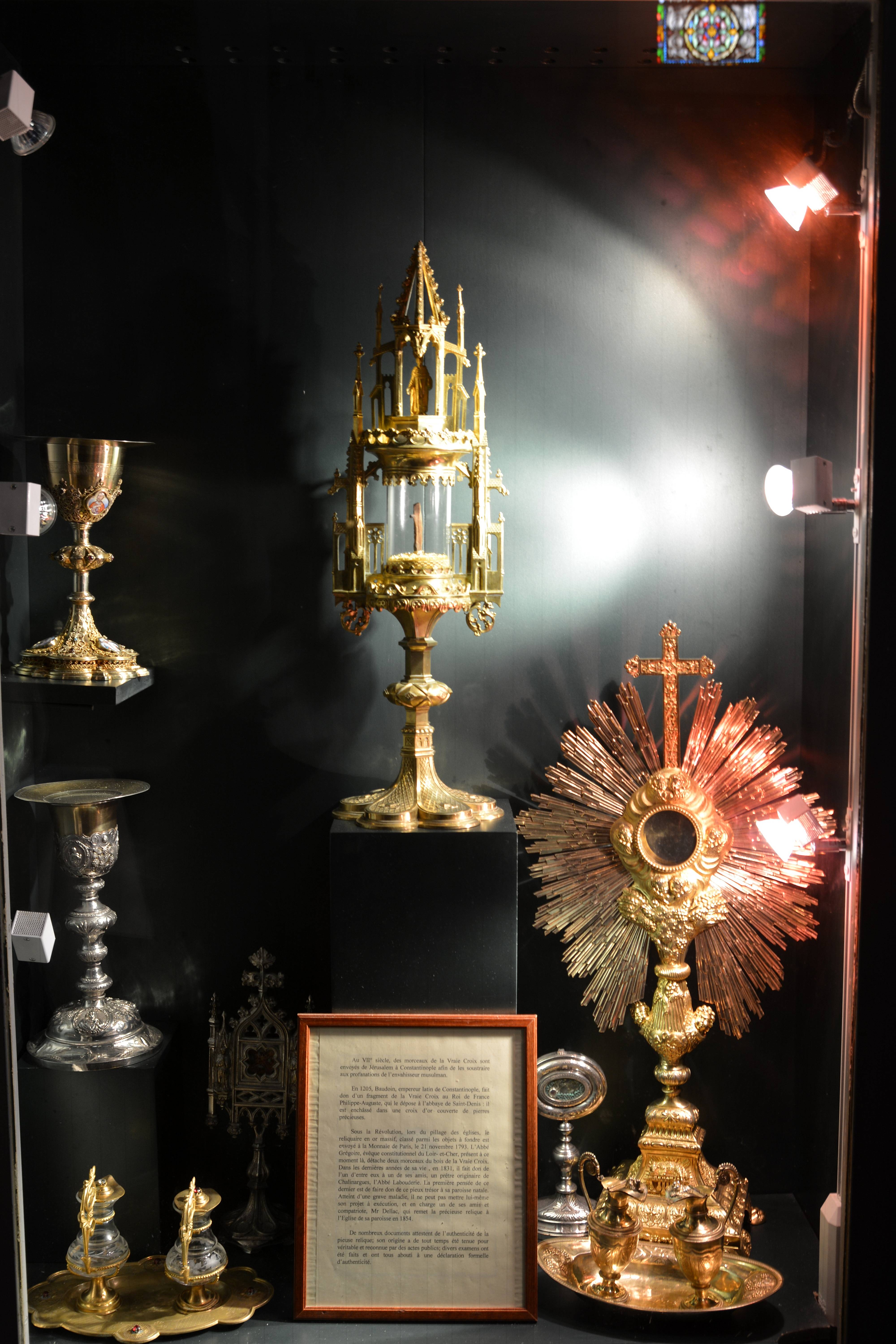
Reliquien in der Dorfkirche

## Bildung
Die Gemeinde verfügt über eine öffentliche Grundschule (École élémentaire) mit 21 Schülerinnen und Schülern im Schuljahr 2024/2025.

## Verkehr
Chalinargues ist nur über nachgeordnete Departementsstraßen und lokale Landstraßen erreichbar.